# Victor Montagliani
Victor Montagliani (12 settembre 1965) è un imprenditore e dirigente sportivo canadese, presidente della CONCACAF.

## Biografia
Di origini abruzzesi, è un ex giocatore di calcio a livello amatoriale del ICS Columbus FC. Durante la sua carriera professionale, ha lavorato presso le Assicurazioni Hogan & Cox a Maple Ridge prima di essere trasferito a Vancouver nel 2003.
Nel 2005 è stato presidente della British Columbia Soccer Association. Nel 2012 è stato eletto come Presidente della Federcalcio canadese, e nel maggio 2016, dopo l'annuncio della sua candidatura a febbraio, ha vinto le elezioni per la presidenza della CONCACAF a discapito di Larry Mussenden.

## Curiosità
Nel 2018 è stato il presidente di una federazione calcistica più pagato al mondo, con uno stipendio di 2 milioni di dollari.